# Tarta de arroz

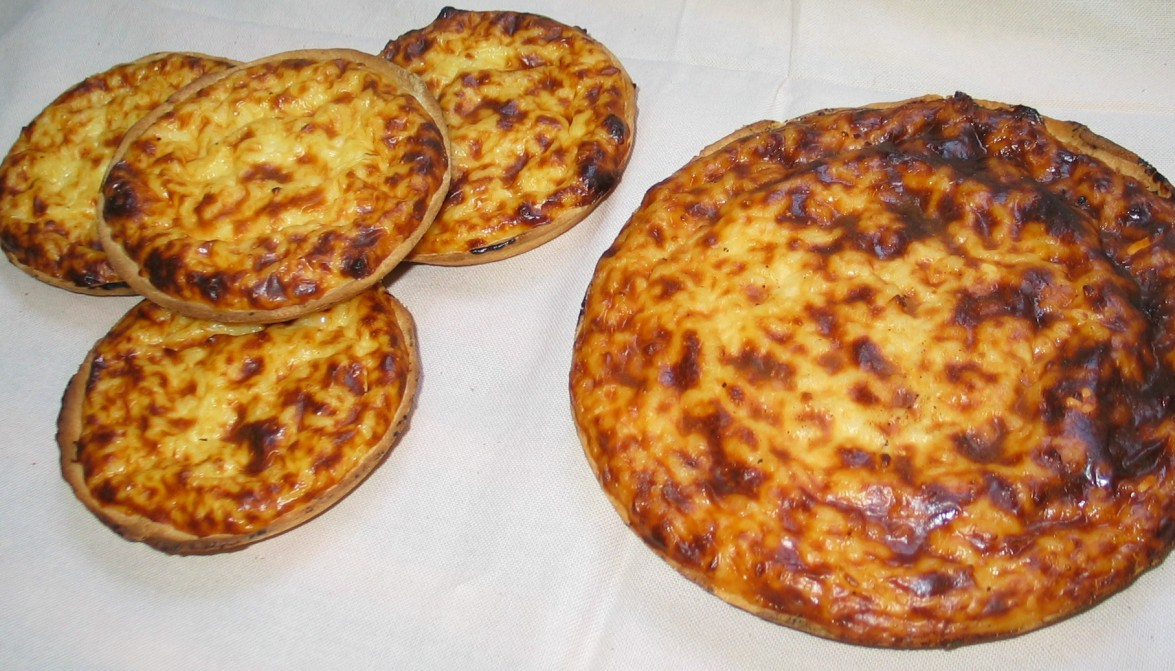
Tartas de arroz típicas belgas.

La tarta de arroz es una especialidad limburguesa procedente de las regiones de Verviers (Lieja) y también del Limburgo belga y neerlandés. Los habitantes de Verviers elaboran esta tarta, apodada dorêye, con una pasta de macarrones bajo el arroz, si bien en otras regiones se rellena con cerezas u otras frutas.
- Datos: Q154043